# Пинкнер, Джефф
Джефф Пинкнер (англ. Jeff Pinkner; род. 1964) — американский сценарист телевидения и продюсер еврейского происхождения.

## Жизнь и карьера
Он окончил Пайксвиллскую школу в Балтиморе, Мэриленде в 1983 году, Северо-Западный университет в 1987 году и Гарвардскую юридическую школу. Он известен по своей работе в сериале «Шпионка», где он работал исполнительным продюсером. В 2006 и 2007 гг. он был исполнительным продюсером и сценаристом мистического сериала «Остаться в живых». Состав сценаристов «Остаться в живых», включая Пинкнера, был номинирован на премию Гильдии сценаристов США за лучший драматический сериал на церемонии в феврале 2007 года за их работу над вторым и третьим сезонами «Остаться в живых».
Пинкнер написал сценарий к фильму «Новый Человек-паук. Высокое напряжение» вместе Роберто Орси и Алексом Куртцманом для Columbia Pictures. В фильме снялись Эндрю Гарфилд и Эмма Стоун, а режиссёром стал Марк Уэбб. Фильм вышел в США в мае 2014 года.

### «Грань»
В 2008 году Пинкнер начал производство научно-фантастического сериала канала FOX «Грань», наряду с сосоздателями Алексом Куртцманом, Дж. Дж. Абрамсом и Роберто Орси. Пинкнер служил в качестве сошоураннера, исполнительного продюсера и сценариста (всё вместе с Дж. Х. Уайменом) в течение четвёртого сезона шоу. В заключении четвёртого сезона, Пинкнер покинул сериал. Эпизоды, в которые он внёс вклад, включают:
- История повторяется / Same Old Story (01.02) (вместе с Орси, Абрамсом и Куртцманом)
- Прибытие / The Arrival (01.04) (вместе с Абрамсом)
- Как мы познакомились с мистером Джонсом / In Which We Meet Mr. Jones (01.07) (вместе с Абрамсом)
- Рубеж / Bound (01.11) (вместе с Абрамсом, Орси и Куртцманом)
- Неизбранный путь / The Road Not Taken (01.19) (вместе с Дж. Р. Орси, по сюжету консультирующего продюсера Акивы Голдсмана)
- Нет ничего уникального / There’s More Than One of Everything (01.20) (вместе с Уайманом, по сюжету Голдсмана и исполнительного продюсера Брайана Бёрка)
- Ночь вожделенных предметов / Night of Desirable Objects (02.02) (вместе с Уайменом)
- Август / August (02.08) (вместе с Уайменом)
- Питер / Peter (02.16) (вместе с Уайменом и супервайзерным продюсером Джошом Сингером, по их сюжету наряду с Голдсманом)
- Каштанка Бетти / Brown Betty (02.20) (вместе с Голдсманом и Уайменом)
- На той стороне (Часть I) / Over There (Part 1) (02.22) (вместе с Уайменом и Голдсманом)
- На той стороне (Часть II) / Over There (Part 2) (02.23) (вместе с Голдсманом и Уайменом)
- Оливия / Olivia (03.01) (вместе с Уайменом)
- Переход / Entrada (03.08) (вместе с Уайменом)
- Светлячок / Firefly (03.10) (вместе с Уайменом)
- Объект 13 / Subject 13 (03.15) (вместе с Голдсманом и Уайменом)
- Безбилетник / Stowaway (03.17) (Даниэль Диспалтро написал телесценарий, по сюжету Пинкнера, Уаймена и Голдсмана)
- Диэтиламид D-лизергиновой кислоты / Lysergic Acid Diethylamide (03.19) (вместе с Уайменом, по их сюжету наряду с Голдсманом)
- День нашей смерти / The Day We Died (03.22) (вместе с Уайменом, по их сюжету наряду с Голдсманом)
- Ни тут, ни там / Neither Here Not There (04.01) (вместе с Уайменом, по их сюжету наряду с Голдсманом)
- Объект номер 9 / Subject 9 (04.04) (вместе с Голдсманом и Уайменом)
- Сотворяя ангелов / Making Angels (04.11) (вместе с Уайменом и Голдсманом)
- Всё не такое, как кажется / Nothing As It Seems (04.16) (вместе с Голдсманом)
- Письма транзита / Letters of Transit (04.19) (вместе с Голдсманом и Уайменом)
- Дивный новый мир (Часть 1) / Brave New World (Part 1) (вместе с Уайменом и Голдсманом)
- Дивный новый мир (Часть 2) / Brave New World (Part 2) (вместе с Уайменом и Голдсманом)

## Фильмография

### Телевидение
| Год       | Название                | Ориг. название | Указан как | Указан как | Указан как              | Примечания                                                                           |
| Год       | Название                | Ориг. название | Сценарист  | Продюсер   | Исполнительный продюсер | Примечания                                                                           |
| --------- | ----------------------- | -------------- | ---------- | ---------- | ----------------------- | ------------------------------------------------------------------------------------ |
| 1998      | Элли Макбил             | Ally McBeal    | Да         |            |                         | Сценарист (1 эпизод)                                                                 |
| 1998-2000 | Профайлер               | Profiler       | Да         |            |                         | Сценарист (3 эпизода)                                                                |
| 1999-2000 | Завтра наступит сегодня | Early Edition  | Да         |            |                         | Сценарист (3 эпизода), редактор сюжетов                                              |
| 2000      | Улица                   | The $treet     | Да         | Да         |                         | Сценарист (2 эпизода); сопродюсер                                                    |
| 2001-2006 | Шпионка                 | Alias          | Да         | Да         | Да                      | Сценарист (12 эпизодов), продюсер, супервайзовый продюсер, соисполнительный продюсер |
| 2006-2007 | Остаться в живых        | Lost           | Да         |            | Да                      | Сценарист (4 эпизода), исполнительный консультант                                    |
| 2007-2008 | Дорога в осень          | October Road   |            | Да         |                         | Консультирующий продюсер                                                             |
| 2008-2012 | Грань                   | Fringe         | Да         |            | Да                      | Сценарист (26 эпизодов)                                                              |
| 2015-2017 | Зоо-апокалипсис         | Zoo            | Да         |            | Да                      | Сосоздатель; сценарист (3 эпизода)                                                   |

### Фильмы
| Год  | Название                               | Ориг. название                 | Указан как               | Примечания                                                               |
| ---- | -------------------------------------- | ------------------------------ | ------------------------ | ------------------------------------------------------------------------ |
| 2014 | Новый Человек-паук. Высокое напряжение | The Amazing Spider-Man 2       | Автор сюжета и сценарист | Вместе с Алексом Куртцманом, Роберто Орси и Джеймсом Вандербилтом        |
| 2016 | 5-я волна                              | The 5th Wave                   | Сценарист                | Вместе с Акивой Голдсманом и Сюзанной Грант, по роману Рика Янси         |
| 2017 | Тёмная башня                           | The Dark Tower                 | Сценарист                | Вместе с Акивой Голдсманом, Николаем Арселем и Андерсом Томасом Йенсеном |
| 2017 | Джуманджи: Зов джунглей                | Jumanji: Welcome to the Jungle | Сценарист                | Вместе с Крисом Маккенной, Эриком Соммерсом и Скоттом Розенбергом        |
| 2018 | Веном                                  | Venom                          | Сценарист                | Вместе со Скоттом Розенбергом и Келли Марсел                             |
| 2019 | Джуманджи: Новый уровень               | Jumanji: The Next Level        | Сценарист                | Вместе со Скоттом Розенбергом                                            |